# 阿蜜拉·卡薩
阿蜜拉‧卡薩（Amira Casar，1971年5月1日—），出生於英國倫敦的法國女演員。

## 早年生活
阿蜜拉在英國倫敦出生，父親為庫爾德人，母親為俄羅斯人，曾經在英格蘭、愛爾蘭及法國生活，於1991至1994年間在巴黎國立戲劇學院修讀戲劇，能操流利英語、法語、意大利語、西班牙語及德語。

## 電影作品
- 瓶中美人（英语：Sylvia (2003 film)）
- 感官解析（英语：Anatomy of Hell）
- 巴黎聖羅蘭

## 外部連結
- 阿蜜拉·卡薩在互联网电影资料库（IMDb）上的資料（英文）